# Union pour le renouveau et la démocratie
Ne doit pas être confondu avec Union pour le renouveau démocratique.
Le Union pour le renouveau et la démocratie (URD) est un parti politique du Tchad fondé en 1992.

## Histoire
Fondé le 20 mai 1992 par Kamougué Wadal Abdelkader, l'URD est un parti politique tchadien. Lors de l'élection présidentielle tchadienne de 2021, boycotté par la plupart des partis politiques, l'URD participe et arrive en 4e place avec 1,90 % des suffrages,,

## Représentation
Lors des élections législatives du 29 décembre 2024, l'URD remporte 1 sièges sur 188. Le parti a également remporté un siège lors de l'élection sénatoriale de 2025.